# Latata
«Latata» (en hangul, 라타타; estilizado como LATATA), es el sencillo debut del grupo femenino surcoreano (G)I-dle. Fue lanzado el 2 de mayo de 2018 por Cube Entertainment y distribuido por LOEN Entertainment. Fue escrito por Jeon So-yeon, integrante del grupo, quien también produjo la canción junto a Big Sancho. Las promociones de la canción dieron como resultado el primer premio de (G)I-dle en The Show de SBS MTV el 22 de mayo de 2018. La canción también obtuvo otra victoria en M! Countdown de Mnet.

## Recepción comercial
«Latata» no pudo entrar a Gaon Digital Chart en su primera semana, pero ingresó en la lista Download Chart en el puesto 68, alcanzando la octava posición una semana después. En su segunda semana, la canción debutó en el número 35 de Gaon Digital Chart como una canción «hot» y alcanzó el número 16 dos semanas después. También ingresó en el puesto 66 de Streaming Chart y alcanzó la vigésimo tercera posición en la semana siguiente. «Latata» se posicionó en el sexto lugar de Gaon Social Chart, y subió tres puestos una semana después.
En los Estados Unidos, la canción entró en la lista Billboard World Digital Songs en la posición 11, pero terminó por ubicarse en la cuarta posición la semana siguiente, vendiendo 1000 copias, convirtiéndola en la canción de K-pop más vendida en la semana del 10 de mayo.

## Posicionamiento en listas
| Año (2018)                                      | Mejor posición |
| ----------------------------------------------- | -------------- |
| Corea del Sur (Gaon Digital Chart)              | 16             |
| Estados Unidos (Billboard World Digital Songs ) | 4              |

## Victorias en programas musicales
| Programa            | Fecha              | Ref    |
| ------------------- | ------------------ | ------ |
| The Show (SBS MTV)  | 22 de mayo de 2018 | [ 1 ]  |
| The Show (SBS MTV)  | 29 de mayo de 2018 | [ 11 ] |
| M! Countdown (Mnet) | 24 de mayo de 2018 | [ 2 ]  |